# Radio Atlántico del Sur
Radio Atlántico del Sur (nombre en clave Operación Moonshine) fue una efímera radio que existió en el transcurso de la guerra de las Malvinas de 1982. Transmitió en idioma español principalmente para las islas Malvinas y la Argentina continental (aunque se podía sintonizar también en otros países de la región). Fue creado el 13 de mayo por el Ministerio de Defensa del Reino Unido para «maximizar el uso de la radio para desmoralizar a las tropas argentinas», según un informe difundido al terminar la guerra. Para sus emisiones utilizó un transmisor de onda corta de la BBC en la isla Ascensión (en el océano Atlántico Sur), pese a la resistencia de la cadena estatal británica.
Además, Argentina también creó una radio en idioma inglés con el mismo fin, la radio Liberty. Mientras que en las islas funcionaba la LRA60 Radio Nacional Islas Malvinas.

## Historia

### Antecedentes
La toma del archipiélago malvinense por parte de tropas argentinas el 2 de abril de 1982 tuvo un tremendo impacto en las oficinas del Servicio Mundial de la BBC, ubicadas en pleno centro de Londres. Para ese entonces las transmisiones para España habían cerrado y se preveían recortes en las que se dirigen a América Latina. Pero ambas recobraron ese día, contando con varios noticieros, programas de análisis, más horas de transmisión, más periodistas y la inclusión por primera vez de voces femeninas en la locución. La BBC mantenía una línea editorial imparcial y neutral en el conflicto y se refería al archipiélago como «Falkland o Malvinas».
Durante la guerra, varias radios argentinas con alcance nacional realizaban a diario enlaces con el Servicio Latinoamericano de la BBC. Pero un decreto del gobierno militar prohibió tales conexiones al poco tiempo. Además, la junta militar dispuso la interferencia de las transmisiones de onda corta de la BBC, tanto en inglés como en español. Pero tuvo poco éxito ya que, las diferentes frecuencias podían sintonizarse sin mayor dificultad en toda la región.

### Creación
Debido a la negativa de la BBC —que no quería dejar de lado su impacialidad y su reputación mundial— el gobierno de Margaret Thatcher crea la "Radio Atlántico del Sur". A pesar de la protesta de la corporación, el ministerio de Defensa británico tomó el control de un transmisor de onda corta del Servicio Mundial en Ascensión. Debido a esto, los oyentes fueron informados de inmediato. En declaraciones el escritor argentino Osvaldo Soriano decía que «La BBC reaccionó ante esto avisando a la gente que escuchaba en Argentina sobre todo, que a partir del día siguiente (...) en lugar de escuchar información iban a escuchar propaganda inglesa».
En un informe difundido al final de la guerra, aparecía cómo iba a ser el funcionamiento de la radio y las estrategias que debía tener, entre ellas «disminuir la lealtad de los argentinos a su bandera, intentar convencerlos de que su gobierno no tiene derecho a reclamar soberanía sobre las islas y generar disenso entre oficiales y rangos inferiores», entre otros.
El 20 de mayo y por la frecuencia de 9.710 kHz salió al aire una variada programación en español producida en Londres, que incluía desde espacios informativos (incluyendo noticias de las ciudades de origen de los soldados), resultados de partidos de fútbol, mensajes presuntamente escritos por madres de soldados argentinos para sus hijos, música popular «del agrado de los argentinos» e incluso una "pausa sentimental". El equipo de locutores estaba integrado tanto por británicos como por latinoamericanos, que carecían de una adecuada capacitación para transmisiones en vivo y que debían ser fluidos en el habla argentino. Transmitió entre las 5:30 y las 7:30 y las 20 y las 23 (UTC+3).
Esta radio fue la utilizada por el gobernador en las islas, Mario Benjamín Menéndez, para los primeros contactos con los británicos previos a la rendición. Tras el final de la guerra la radio dejó de emitir.